# 百地丹波
百地 丹波（ももち／ももじ たんば）は、安土桃山時代の伊賀国・大和国の武士。実名は正西。

## 出自
百地氏は伊賀国名張郡から大和国宇陀郡に渡る地域である竜口の武士で、同地の小字「モモジ」あるいは「モモチ」に由来するものと考えられている。14世紀頃に伊賀黒田荘で悪党として活動した大江氏一党が南下して竜口にまで進出したもので、戦国時代までには同地の地頭となっていた。なお当初は大和宇陀郡を勢力圏に持つ伊勢国司北畠氏に属したともいわれ、百地氏もその同族するとする説もある。また伊賀山田郡喰代でも大江党の末裔と見られる百地氏の活動が見られる。
天正期に丹波守を称したという百地正西は、竜口の百地家系図によれば竜口城主・百地丹波守正永の子という。なお喰代の百地家系図は、百地氏の初代を「丹波守泰光」とし「奈良の京の時分」の人物としている。

## 経歴
百地丹波の名は『多聞院日記』天正7年（1579年）7月16日条に見られ、興福寺大乗院領・大和国田口荘の地頭請となっている。
伊賀国では丹波の代に天正伊賀の乱があり、天正7年9月の織田軍侵攻の際に居地を攻略されたため、丹波は高野山へ遁れたという。軍記物『伊乱記』によれば丹波は喰代の住人であり、鬼瘤越より伊勢から伊賀へ侵入した織田信雄の属将・柘植保重と日置大膳亮を撃退した伊賀衆の中に見られる。また天正9年（1581年）織田軍に抵抗して柏原城に籠城した伊賀衆の中に喰代の百地丹波の名が見られ、弓矢を取って勇戦したという記事が見られる。後に丹波は帰郷して名も新左衛門と改め、寛永17年（1640年）に85歳で没したという。子孫は大和竜口に定住し、同地の庄屋を務めた。